# Виталиано Позели
Виталиано Позели (на сицилиански: Vitaliano Poselli; на гръцки: Βιταλιάνο Ποζέλι) е италиански архитект, автор на много сгради в град Солун от края на XIX и началото на XX век. Позели е еклектик и съчетава европейски и ислямски стилистични тенденции. Сред творбите му има църкви, синагоги и джамии, но също така и частни жилища и обществени сгради.

## Биография
Роден е на 7 юни 1838 година в Кастильоне ди Сичилия, Кралството на двете Сицилии, в семейството на Джузепе и Ида Позели. Учи архитектура в Рим. Първите му творби са в Катания. В 1867 година отец Боско му възлага постройката на църквата на „Свети Стефан“ в цариградското предградие Сан Стефано (Йешилкьой).
След като прекарва няколко години в столицата, в 1886 година Позели е изпратен от османското правителство в Солун, за да изгради ново държавно училище, по-късно сграда на Философския факултет на Солунския университет. В 1888 година се жени за 18-годишната Луиза Санкиони от Перуджа и се установява постоянно в Солун, където в сътрудничество с местните османски власти създава едни от най-важните обществени, административни, учебни и религиозни както и частни сгради за богати семейства.
В Солун са раждат осемте му деца - Примо, Секондо, Терзо, Ида, Кварто, Летиция, Куинто и Емилио. От 1895 година живее в двуетажна сграда на улица „Данглис“ № 6 - 8, която построява сам, а офисът му е последователно в Стоа „Ломбардо“ и в Стоа „Саул“.
Отличен е за работата си от султан Абдул Хамид II и католическата църква, а крал Виктор Емануил II му дарява сребърни съдове с инициалите си за възстановяването на италианската болница.
В 1911 година при избухването на Итало-турската война се установява в Болоня заедно с двамата си най-големи сина. В 1913 година умира жена му, а той самият умира в Солун на 23 септември 1918 година. Семейната гробница е в гробището Зейтинлък.

## Творби
| Име                                                    | Населено място | Построена         | Разрушена         | Снимка |
| ------------------------------------------------------ | -------------- | ----------------- | ----------------- | ------ |
| Римокатолическа църква „Свети Стефан“                  | Сан Стефано    | 1867 г.           | -                 |        |
| Карипиево имение                                       | Солун          | 1870 - 1880 г.    | -                 |        |
| Идадие                                                 | Солун          | 1887 г. - 1888 г. | -                 |        |
| Конак                                                  | Солун          | 1891 г.           | -                 |        |
| Синагога „Бет Саул“                                    | Солун          | 1898 г.           | 1943 г.           |        |
| Мелница „Алатини“                                      | Солун          | 1898 г.           | -                 |        |
| Вила „Алатини“                                         | Солун          | 1888 г.           | -                 |        |
| Римокатолическа църква „Непорочно зачатие Богородично“ | Солун          | 1899 г. - 1900 г. | -                 |        |
| Вила „Ида“                                             | Солун          | 1886 г. - 1890 г. | 1959 г. - 1960 г. |        |
| Османски казарми                                       | Солун          | 1900 г. - 1901 г. | -                 |        |
| Арменска църква „Света Богородица“                     | Солун          | 1903 г.           | -                 |        |
| Йени джамия                                            | Солун          | 1902 г.           | -                 |        |
| Сграда на „Банк Отоман“                                | Солун          | 1904 г.           | -                 |        |
| Сграда на „Банк дьо Салоник“                           | Солун          | 1908 г.           | -                 |        |
| Стоа „Ломбардо“                                        | Солун          |                   | 1967 г.           |        |
| Стоа „Саул“                                            | Солун          |                   | -                 |        |
| Вила „Морпурго“                                        | Солун          | 1907 г.           |                   |        |
| Вила „Бардзаркян“                                      | Солун          | 1907 г.           | 1961 г.           |        |
| Насимбе хан                                            | Солун          | 1909 г.           | 60-те години      |        |